# Vounichóra
Vounichóra (grec moderne : Βουνιχώρα) est une localité située dans le dème de Delphes, dans le district régional de Phocide, dans la périphérie de Grèce-Centrale, en Grèce.
Selon le recensement de 2021, elle compte 355 habitants.